# Palazzo Pretorio (Certaldo)
Il Palazzo Pretorio o dei Vicari si trova a Certaldo Alto, in provincia di Firenze.
Si tratta dell'edificio più importante del paese medioevale, nonché uno dei simboli di Certaldo. Con l'attigua chiesa dei Santi Tommaso e Prospero forma un unico percorso museale. È uno dei tre musei più importanti del paese insieme al Museo di Arte Sacra e a Casa Boccaccio, per i quali è possibile acquistare un unico biglietto di ingresso.
Oggi si presenta con una facciata a mattoni, sormontata da merli frutto di restauri del XIX secolo, con una torre sulla destra con un orologio qui posto nel 1484.
Gli stemmi in terracotta invetriata, di marmo, di pietra serena, ecc. che costellano la facciata ne rappresentano la peculiarità: fatti apporre dai vari Vicari che hanno dimorato nel palazzo dal XV al XVIII secolo, riportano l'arme del Vicario e un'iscrizione con le date in cui ha tenuto la carica. In alcuni degli stemmi in terracotta invetriata usciti dalle botteghe fiorentine dei Della Robbia e dei Buglioni, si avverte la mano dei maestri stessi della bottega, come ad esempio nello Stemma Guasconi, 1499, e nello Stemma Gondi Silvestri, 1491, entrambi di Andrea della Robbia. Un altro splendido stemma, posto al centro della facciata, è quello del Vicario Altoviti, 1525, riconducibile alla mano di Girolamo della Robbia. Davanti al palazzo si erge una loggetta trasformata nel corso del XIX secolo in abitazione privata tamponando gli spazi tra le colonne.

## Storia
Il palazzo si trova nella parte più alta e più antica del colle di Certaldo Alto, da dove partono le due strade principali dell'abitato medievale: via Boccaccio (asse portante del paese) e via del Rivellino (la più antica).
Le prime notizie che si hanno di Certaldo risalgono al 1164, anno in cui, in un diploma di Federico Barbarossa, viene nominato per la prima volta. In origine dimora dei Conti Alberti, il castello (costituito in realtà da un unico massiccio torrione) fu costruito verso la fine del XII secolo, mentre gli ingrandimenti successivi sono stati eseguiti perlopiù nel XV secolo.
Tra la fine del XIII e l'inizio del XIV secolo, Certaldo passò definitivamente sotto l'influenza di Firenze e il palazzo venne confiscato ai Conti Alberti. Dal 1415 l'edificio divenne sede di un Vicario, magistrato fiorentino con il compito di amministrare la giustizia penale in Valdelsa e in Val di Pesa (il Vicario di Certaldo giudicava altresì anche le cause civili, inerenti però la sola podesteria certaldese). Il palazzo da maschio feudale, fu adattato ad edificio pubblico con l'aggiunta di vari corpi di fabbrica. La circoscrizione territoriale del Vicariato mutò progressivamente fino a raggiungere la sua massima espansione sotto Cosimo I: essa comprese le podesterie di Certaldo (lega di Certaldo), Barberino Val d'Elsa (lega di Barberino), Castelfiorentino (comunità di Castelfiorentino), Empoli (comunità di Empoli, Monterappoli, Pontorme), Galluzzo (leghe del Galluzzo, Santa Maria a Impruneta, Casellina, Torri), Gambassi e Montaione (lega di Gambassi), Montelupo (lega di Montelupo, comunità della Lastra, dei sette popoli di Gangalandi), Montespertoli (lega di Montespertoli), Poggibonsi (lega di Poggibonsi, comunità di Staggia), Radda (lega di Radda o del Chianti), San Casciano a Decimo (lega di San Casciano a Decimo, lega di Campoli o Terzo di Mercatale).
La loggetta già esistente nel 1455 serviva per le parate solenni e per le cerimonie pubbliche del Vicario. Essa infatti si trova esattamente di fronte a Via Boccaccio perché così, durante le parate, il popolo del borgo poteva oltre che sentire il discorso del Vicario anche vedere quest'ultimo.
All'interno della loggetta, nel muro frontale, ci sono degli affreschi: alcuni sono stemmi, come quello della famiglia Medici, signori di Firenze, alcuni come quello raffigurante una donna con una bilancia e con un leone, del 1506, sono dipinti allegorici o simbolici della vita politica della zona.
Nel corso del Settecento il territorio del Vicariato di Certaldo viene via via ridotto fino alla definitiva soppressione nel 1784, benché la nomina dell'ultimo vicario risalga al 1781. Dal 1415 al 1784 si sono succeduti 707 vicari, con alcune interruzioni, come quella tra il 1479 e il 1484, dovuta ai danni subiti dovuti all'esercito senese assieme al quello del Duca di Calabria, in guerra contro Firenze.
Dopo il 1784 palazzo fu prima svuotato di tutti gli arredi e le suppellettili, poi venduto a Giuseppe Pruneti per ricavarne private abitazioni (ben 15 di 2 o 3 stanze ciascuno). Anche la loggia alla base del prospetto principale fu trasformata in abitazioni.
Lo scempio si interruppe nel 1890 quando l'edificio venne acquistato dal comune, grazie al sindaco Francesco Castellacci. Nel 1895 gran parte dei lavori di restauro vennero completati, i quali comportarono molte integrazioni in stile neomedievale sulla facciata.

## Visita del Palazzo

### Piano terreno

#### Atrio
Non appena si varca il portone di ingresso, ci si trova in mezzo al grande atrio voltato, affrescato con numerosissimi stemmi appartenenti ai vari Vicari. Sulla sinistra si trova la porta di accesso alla prima sala del percorso: la cosiddetta "Camera del Cavaliere".

#### Camera del Cavaliere
Questa sala, denominata "Camera del Cavaliere" o "del Tribunale", di forma irregolare con soffitto a volta, fino a qualche anno fa era adibita a biglietteria ed oggi, dopo lo spostamento della stessa a casa Boccaccio, è tornata di nuovo fruibile.
La stanza serviva per le istruttorie dei processi: a tal proposito sopra la porta di ingresso campeggia la scritta " ODI L'ALTRA PARTE E CREDI POCHISSIMO ". Ammonimenti ai magistrati di questa natura si trovano anche nei palazzi pubblici di San Gimignano e a Lucignano, ma nella versione odi l'altra parte. Qui a Certaldo si è voluti andare sul sicuro, non lasciando niente al caso.
Oltretutto, se si guarda sulla sinistra appena entrati, si scorge nel muro una piccola nicchia incorniciata in pietra con un'iscrizione. Qui venivano tenute le chiavi della prigione detta "La vecchia" che rimaneva oltre la porticina accanto alla nicchia stessa.
Segue un breve, sintetico elenco delle opere degne di nota.
- Pier Francesco Fiorentino, Madonna in trono col Bambino, 1489: fu commissionata dal Vicario Puccio di Antonio Pucci e ai giorni nostri la totalità del volto della Madonna è andato perduto per la collocazione, in epoca successiva con l'affresco scialbato, di uno stemma in maiolica proprio su di esso.
- Cristo morto sorretto da due angeli, XV secolo
- La Verità che con le tenaglie strappa la lingua alla menzogna, 1510: collocato sotto l'opera precedente, si trattava di un raro affresco di soggetto allegorico profano, fatto dipingere da Raffaello Antinori e oggi appena visibile.

#### Sala delle udienze
Usciti dalla "Camera del Cavaliere" è necessario attraversare l'atrio per giungere alla "Sala delle Udienze". In questa stanza invece si tenevano i processi e anche qui, sopra la finestra, leggiamo la scritta: "  ODI L'ALTRA PARTE ET CREDI POCHO  ". Qui, trovandoci in una sala pubblica, l'ammonimento è meno sfacciato che nella precedente.
- Pier Francesco Fiorentino, Pietà fra San Giovanni Evangelista e la Maddalena, 1484: fatta dipingere dal Vicario Alberto Alberti ed è l'opera più antica di questo artista che si trova oggi nel palazzo.
- Pier Francesco Fiorentino, Incredulità di san Tommaso e san Girolamo penitente, 1490: un tempo si trovava nell'atrio, dove resta la sinopia, ed oggi, staccato, è stato ricoverato in questa sala per motivi legati alla sua conservazione.

Attigua a questa sala si trova il "Carcere civile".

#### Carcere civile

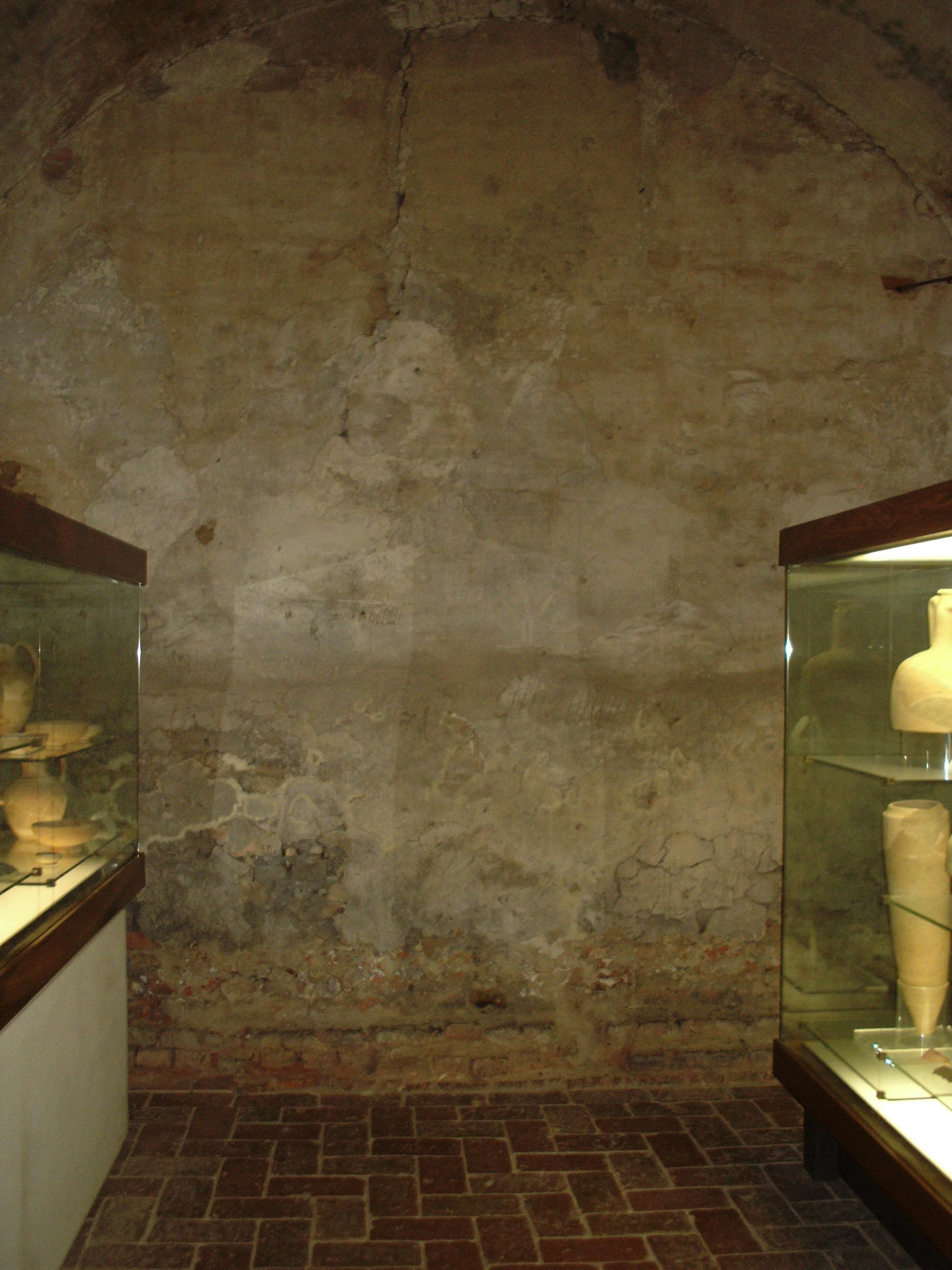
Le carceri

Nel Carcere civile venivano rinchiusi gli imputati colpevoli di colpe, naturalmente, civili.
Sulle pareti si trovano incisi dai prigionieri numerosi giochi, nonché gli immancabili calendari formati da una serie, in più di un caso cospicua, di linee parallele.
Quello che più colpisce il visitatore è senz'altro la scritta, realizzata col nero-fumo della candela, che corre in alto sul soffitto:
Al centro la firma: Castelfiorentino, Giambadia Neri, Giambattista Perazini 1655
Giambadia era un discreto artista, ma era di fatto un habitué di queste prigioni: aveva la brutta abitudine di percepire l'anticipo per la commissione dell'opera salvo poi non consegnarla, né tantomeno restituire l'anticipo.

In questa sala e nel disimpegno di collegamento con la "Sala delle Udienze" vi erano collocate alcune vetrine con i reperti di origine etrusca e romana (adesso parzialmente esposti nei vani adiacenti alla biglietteria) rinvenuti in località Poggio del Boccaccio e Pogni; vi erano inoltre anche ceramiche medievali provenienti dalla distrutta città di Semifonte. Al loro posto sono mostrati i tre meccanismi dell'orologio della torre che si sono succeduti nel tempo.

#### Cappella
Ritornando nel cortile troviamo sulla destra un piccolo ambiente: si tratta della Cappella di Palazzo.
Principalmente serviva come cappella privata del Vicario, ma aveva anche un'altra importante funzione: i condannati a morte vi trascorrevano la loro ultima notte, assistiti dai confratelli della SS. Annunziata, la cui cappella è diventata una sala del Museo di arte sacra, che davano, o almeno cercavano di dare, loro un po' di conforto.
Alle pareti sono gli affreschi con gli stemmi delle ventiquattro podesterie che erano soggette al governo del Vicario di Certaldo.

#### Sala dei Dieci di Balia
In questa sala, assai disadorna, vi si riunivano i magistrati di Balia che venivano mandati direttamente da Firenze in aiuto del Vicario, quando quest'ultimo si trovava in difficoltà nel prendere qualche decisione importante.

#### Stanza dei tormenti
Già dal nome si può intuire la funzione di questa stanza. Qui gli sventurati prigionieri delle attigue carceri criminali
venivano torturati per estorcere loro una soddisfacente confessione.
Oggi non resta più niente ad evocare quei sinistri momenti. In alto, sulle pareti corre una greca pittorica di scudi, molti dei quali muti. Probabilmente erano stati preparati per accogliere gli stemmi delle podesterie che componevano il Vicariato di Certaldo e poi rimasta incompleta. La cosa non deve suscitar meraviglia visto che questa sala ha ricoperto nei secoli svariati usi, fra cui quello di sala delle adunanze.

#### Prigioni criminali
Le prigioni criminali si trovano in fondo al cortile del palazzo. Si è costretti a percorrere uno stretto e basso corridoio che alla fine dà accesso a tre vani il più suggestivo dei quali è ricavato nella base del torrione del circuito murario del paese su cui, in parte, il palazzo insiste.
Possiamo immaginare le spaventose condizioni igieniche in cui i prigionieri venivano a trovarsi, dando un'occhiata alla latrina che ancora si conserva.
Alle pareti troviamo i consueti calendari realizzati dai prigionieri, ma con una forma particolare: qui non è la consueta sequenza di linee (ogni linea un giorno di detenzione) incise parallelamente l'una all'altra, come abbiamo già visto nelle carceri civili, bensì sono i raggi disegnati intorno ad un sole con occhi, naso e bocca... triste! Questo perché la luce è così poca che i prigionieri arrivavano ad avere nostalgia del sole stesso.

#### Prigioni delle donne
Uscendo dalle prigioni criminali e restando sotto la loggia del cortile, la successiva stanza visitabile proprio dietro al pozzo è quella delle prigioni femminili. Verosimilmente le prigioni vere e proprie erano ricavate nel seminterrato (si vede una scaletta che porta in una cantina interrata) e nella piccola stanzetta attigua.
La stanza più grande invece originariamente era soppalcata, ricavando un piano mezzanino su cui era posizionata una cucina, della quale si intuiscono ancora le tracce nere di fumo sul muro.
Da una relazione del 1855 (ovvero quando il palazzo era ancora alienato a privati) si sa che quella maggiore era adibita a "stanza per il telaio", mentre quella più piccola a "gallinaio".

### Primo piano
Vi si accede dal cortile attraverso una scala esterna coperta da una loggia sorretta da eleganti colonnine con capitelli ionici.

#### Sala del Vicario
Si tratta dell'ambiente più importante del palazzo: qui il Vicario teneva le sue cerimonie più importanti come quelle di ingresso e le parate solenni.
Numerosi sono gli affreschi presenti:
- Pier Francesco Fiorentino, Madonna in trono tra San Girolamo e San Francesco, primi anni novanta del Quattrocento
- Pier Francesco Fiorentino, Elemosina di San Martino, primi anni novanta del Quattrocento
- Pier Francesco Fiorentino, San Giovanni Battista
- Pier Francesco Fiorentino, Crocifissione

Gli affreschi si trovano tutti nella parte superiore delle pareti e si interrompono tutti alla stessa altezza. In questa sala così alta, vennero realizzati due solai in modo tale da potere guadagnare due piani aggiuntivi, di cui l'ultimo nel sottotetto. Ciò ha offeso in maniera irrecuperabile gli affreschi, "tagliati" tutti alla stessa altezza, quella appunto dei demoliti solai.
È da sfatare la radicata idea che queste soppalcature fossero state costruite dopo che il palazzo venne alienato a privati. Dalla perizia che fu stilata prima dell'alienazione, si evince chiaramente che tali piani mezzanini esistevano già e ciò significa inequivocabilmente che furono costruiti in età Vicariale e non dopo la sua soppressione.

#### Quartiere privato del Vicario

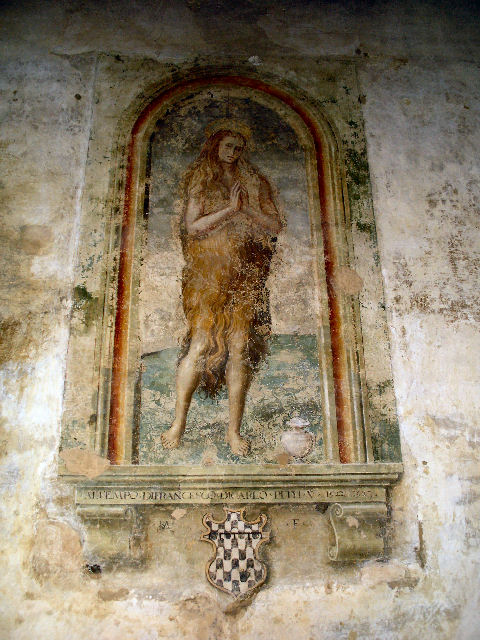
Maddalena penitente, Quartiere privato del Vicario, 1522.

Oggi è un unico grande ambiente rettangolare, ma anticamente era diviso in una saletta, una camera con la relativa anticamera.
Un camino con lo stemma del Vicario Giovan Battista Ridolfi porta la data 1488. Vi è una Maddalena penitente (però nella veste iconografica di Santa Maria Egiziaca) fatta affrescare dal vicario Francesco Pitti nel 1522, della quale si è talvolta creduto (senza fondamento) che fosse dovuta addirittura alla mano di Michelangelo Buonarroti.

#### Camera delle serve e alcova del Vicario
Si tratta di due ambienti senza significative tracce di opere d'arte.

#### Camera dei forestieri
- Il Vicario Matteo Cerretani nel 1495 commissionò a Pier Francesco Fiorentino la bellissima Madonna col Bambino in trono. L'immagine è giunta a noi rovinata all'altezza del volto di Gesù Bambino: come si può facilmente intuire dalla traccia nel muro, anche in questa stanza nel XVIII sec. era stato realizzato un soppalco, con questi risultati.
- Vi si trovano anche una Pietà di ambito di senese (1600), di non eccelsa qualità, e uno stemma bipartito (Medici/Asburgo) a suggellare la continuità tra i Medici e gli Asburgo-Lorena.

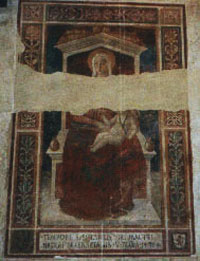
Pier Francesco Fiorentino, Madonna col Bambino in trono, "Camera dei forestieri", 1495
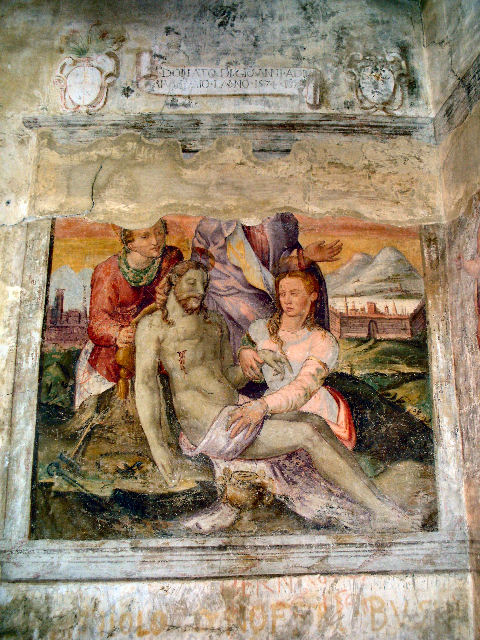
Pietà, "Camera dei forestieri", XVI secolo